# أنطون ماريا سالفيني
أنطون ماريا سالفيني (1653-1729) (بالإنجليزية: Anton Maria Salvini) هو عالم طبيعي وكلاسيكي إيطالي عاش في توسكانا. وهو لغوي بارع أتقن اللاتينية واليونانية والعبرية وأضاف اللغات الحديثة من الإنجليزية والإسبانية.
من تلاميذ سالفيني كان أنطونيو فرانشيسكو جوري. السالفينيا (بالإنجليزية: Salvinia) جنس من السراخس العائمة ذكرى اسمه.